# مهرجان الدرعية للفروسية
مهرجان الدرعية للفروسيّة هو مهرجان الفروسية وقفز الحواجز، يُقام سنويا ضمن فعاليات موسم الدرعية، في مركز الدهامي للفروسية، في منطقة الدرعية التاريخية بالمملكة العربية السعودية. يتنافس خلال الحدث الفرسان والفارسات من السعودية ومن مختلف دول العالم، في أجواء تراثية وتاريخية وفق أعلى المعايير العالمية.

## دورة 2019
مهرجان الدرعية للفروسية 2019، أنطلق في الفترة من 12 إلى 14 ديسمبر ومن 19 إلى 21 ديسمبر، بمشاركة 150 متسابقًا دولياً، من نخبة الفرسان والفارسات. وسيتم احتساب النقاط التي يحرزها الفرسان خلال المهرجان للتأهل إلى أولمبياد طوكيو وبطولة العالم للفروسية في سابقة هي الأولى من نوعها.